# Ernest Eypper
Ernest Eypper (ájper), slovenski uslužbenec, aktivist Osvobodilne fronte, vosovec in narodni heroj, * 23. december 1914, Ljubljana, † 1. maj 1942, Ljubljana.

## Življenje in delo
Ernest Eypper, tudi Ernest Ejper, je po končani gimnaziji v rojstnem kraju (1935) na pariški Sorboni študiral mednarodno pravo. Po vrnitvi v Ljubljano se je vpisal na pravno fakulteto in bil nato zaposlen na francoskem veleposlaništvu v Beogradu in Bejrutu. Ob okupaciji 1941 se je priključil Narodnoosvobodilnemu gibanju v Ljubljani; postal član sabotažne skupine in Varnostno-obveščevalne službe. Član Komunistične partije Slovenije je postal 1941; avgusta istega leta so ga italijanski fašisti aretirali, pa zaradi pomanjkanja dokazov izpustili. V ilegali je bil vojaški referent in član rajonskega odbora Osvobodilne fronte Trnovo. Marca 1942 je bil po naključju ponovno aretiran in maja kot talec ustreljen. Za narodnega heroja je bil razglašen 27. novembra 1953.